# Eric Cayrolle
Eric Cayrolle (Pau, 27 augustus 1962) is een Frans autocoureur.

## Racecarrière
Cayrolle won tussen 1996 en 1998 driemaal het Franse Supertouring Kampioenschap. Samen met Dany Snobeck, Jean-Pierre Malcher en Soheil Ayari houdt hij hiermee het record. In deze tijd nam hij ook deel aan de Formule Renault en het Franse Formule 3-kampioenschap. Na zijn succes in het Franse Supertouring Kampioenschap ging hij in het Europese Supertouring Kampioenschap rijden in 2001, wat het jaar daarna het ETCC werd. Sindsdien heeft hij ook deelgenomen aan het Franse GT-kampioenschap.
Hij maakte een korte terugkeer in de touringcars in 2009, in het WTCC reed hij de twee rondes in zijn geboortestad Pau. Hij reed in een Seat Leon voor het team Sunred Engineering, waarin hij in de tweede race won bij de independents ondanks een ongeluk in de laatste ronde toen hij op kop lag. Hij crashte in de bandenstapel en kreeg hierbij nog een klap van de Chevrolet Cruze van Nicola Larini, waardoor de rode vlag voor de tweede keer in de race werd getoond. Echter, de ronde voor de rode vlag wordt altijd gebruikt als eindstand, waardoor Cayrolle als achtste finishte en bij de independents won.